# 蘇婉濃·孔迎
蘇婉濃·孔迎（1978年7月22日—），暱稱Kob，是泰國女演員兼主持人。代表作有《晨之星》、《心的奇迹》、《青云志》、《家族禁爱》等。

## 早年经历
苏婉浓小时候随外祖母住在北柳府，3、4岁时父母就把她接去曼谷开始学习演艺，到了10岁左右开始在电视银幕露脸。后来她因《晨之星》而为人熟知。
簪露锋芒之后，苏婉浓的星运一直都很顺畅，频繁地在银幕上出现。
她很喜爱的溜冰运动，曾参加泰王国职业花样滑冰比赛还意外地得到了冠军。

## 外部連結
- 蘇婉濃·孔迎在互联网电影资料库（IMDb）上的資料（英文）
- 蘇婉濃·孔迎在豆瓣上的资料（简体中文）